# The Unforgiven
The Unforgiven – ballada heavymetalowa zespołu Metallica, wydana na płycie Metallica, nieformalnie nazywanej Black Albumem, z roku 1991. Kompozycja trwa blisko sześć i pół minuty, a jej twórcami są James Hetfield, Lars Ulrich i Kirk Hammett.
Utwór utrzymany w smutnym, poważnym klimacie opowiada o życiowym wypaleniu – młody człowiek pojawia się na ziemi i natychmiast zostaje stłamszony przez ludzi próbujących nauczyć go jak żyć. W tekście można odszukać przeżycia wokalisty zespołu, który miał trudne dzieciństwo (ojciec opuścił rodzinę, jego matka zmarła na raka).
„The Unforgiven” często grany jest na koncertach Metalliki. Piosenka znalazła się m.in. na Live Shit: Binge & Purge.
„The Unforgiven” został wydany jako singel. Na nim znalazł się również utwór „Killing Time”.
Utwór doczekał się dwóch kolejnych części, zawartych kolejno na albumach ReLoad z 1997 roku oraz Death Magnetic z 2008 roku.
„The Unforgiven” znalazło się na debiutanckim krążku fińskiego zespołu Apocalyptica – Plays Metallica by Four Cellos. Zagrano go na samych wiolonczelach. Na albumie znalazło się także 7 innych utworów Metalliki. W roku 2002 utwór znalazł się również na albumie Best of Apocalyptica.

## Teledysk
Premiera teledysku odbyła się 19 listopada 1991 roku. Wideoklip przedstawia chłopca, który bawi się, ale we wplecionym ujęciu pokazane są również cienie ludzi, którzy tworząc koło naradzają się w celu omówienia przyszłości chłopaka. Wkrótce młody człowiek zamknięty zostaje w czymś przypominającym więzienie, z którego za wszelką cenę próbuje się uwolnić. Młodzieniec wchodzi do kanałów wentylacyjnych, żłobiąc w ścianie dziury. Po kilku wmontowanych kadrach gdzie pokazani są muzycy formacji, widać starego mężczyznę, który nadal usiłuje wydostać się z tej patowej sytuacji, jednak ostatecznie pada on z wyczerpania, a film kończy się, gdy widać postać starego mężczyzny rozpostartego na ziemi. Reżyserem tego teledysku jest Matt Mahurin. Istnieje również inna wersja klipu z przerwą w środku (trwa 12 minut).

## Twórcy
- James Hetfield – gitara akustyczna, śpiew, gitara rytmiczna
- Lars Ulrich – perkusja
- Kirk Hammett – gitara prowadząca
- Jason Newsted – gitara basowa, chórki

- Bob Rock, Hetfield, Ulrich – produkcja